# پرستار مامایی
در ایالات متحده یک پرستار مامایی یا Certified Nurse-Midwife یا CNM پرستاری است که در هر دو زمینهٔ پرستاری و مامایی آموزش دیده و تمرین کرده‌است. این افراد به عنوان مراقبت کنندهٔ اولیهٔ سلامت به‌شمار می‌روند و عملاً با زنان تقریباً سالمی کار می‌کنند که سلامت آن‌ها در مرحلهٔ پرخطر قرار ندارد و تولد نوزادشان پیچیده نخواهد بود. در بیشتر ایالت‌های آمریکا پرستار مامایی باید مدرک کارشناسی پرستاری یا کارشناسی ارشد در یکی از رشته‌های مربوط را داشته‌باشد.
در ایران، در حال حاضر مامایی رشته‌ای کاملاً مستقل و تخصصی است و پرستار- ماما وجود ندارد و در سایر نقاط دنیا نیز به علت اهمیت سلامت مادران رشته مامایی کاملاً مستقل و جدا آموزش داده می‌شود. براساس آمار، در کلیه ایالات آمریکا ایالات دارای پرستار- ماما مرگ و میر و سزارین بالاتری نسبت به ایالات و کشورهای دیگر دارند؛ به عنوان مثال ایالت تگزاس، از ایالات دارای پرستار ماما آمار مرگ و میر مادر و سزارین بالاتر نسبت به سایر ایالات دارد. در عصر کنونی عنوان پرستار ماما در حال محو شدن است که بر اساس گزارش کمیته سلامت ایالات متحده و درخواست مادران مبنی بر در یافت خدمات تخصصی مامایی این رشته به شکل دکترای عمومیDMP (Doctor of midwifery practice) یا دکترای عمومی مامایی در ایالت نیومکزیکو و ایالت یوتای ایالت متحده آموزش داده می‌شود که میزان مرگ مادران را به شدت کاهش داد.
ماماها می‌توانند در بیمارستان‌ها یا درمانگاه‌ها و مطب شخصی و مراکز مشاوره مامایی کار کنند و حتی زایمان افراد را در درمانگاه یا منزل مستقلاً انجام دهند. همچنین آن‌ها می‌توانند نسخه بنویسند و برخی داروها و آزمایش‌ها و سونوگرافی را تجویز و درخواست کنند.